# Гидеонити
Гидеонити (енгл. Gideons International) су међународна хришћанска евангелистичка организација која се бави бесплатним дељењем Библије. Организација је основана 1899. године, у Џејнсвилу (САД), и названа по Гидеону из Старог завета. 

## Рад
Организација је нарочито позната по томе што оставља Библије у хотелским собама, као и болницама и затворима. Од 1908. године, када организација почиње да дели Библије, процењује се да је до 2013. године, подељено 1 800 000 000 бесплатних Библија на преко 90 језика.У САД је било критика на рад организације, зато што је организација делила Библије ученицима државних школа, што су неки протумачили као наметање религије деци, и поједине школе су забраниле Гидеонитима да остављају Библије у школама. У Србији су Гидеонити делили Нови завет, у преводу Др Емилијана Чарнића на савремени српски језик.

## Утицај на културу
У песми Битлса "The Rocky Raccoon" се помиње Библија коју су у спаваоници оставили Гидеонити:

Rocky Raccoon checked into his room;
Only to find Gideon's Bible.